# Loi San
Loi San är ett berg i Myanmar.   Det ligger i regionen Shanstaten, i den centrala delen av landet, 300 km öster om huvudstaden Naypyidaw. Toppen på Loi San är 1 128 meter över havet, eller 197 meter över den omgivande terrängen. Bredden vid basen är 5,7 kilometer.
Terrängen runt Loi San är huvudsakligen kuperad. Runt Loi San är det glesbefolkat, med 13 invånare per kvadratkilometer. I omgivningarna runt Loi San växer i huvudsak städsegrön lövskog.